# Regatul de Nejd și Hejaz
Regatul de Nejd și Hejaz (în arabă مملكة الحجاز ونجد) este un fost stat localizat în Peninsula Arabică. El stă la baza actualului stat Arabia Saudită.
În 1932 cele două regate au fost unificate în Arabia Saudită.